# آلن سی. نیوئل
آلن سی. نیوئل (انگلیسی: Alan C. Newell؛ زادهٔ ۵ نوامبر ۱۹۴۱) دانشمند در زمینه اهل ایالات متحده آمریکا است.
وی همچنین برندهٔ جوایزی همچون کمک‌هزینه گوگنهایم شده‌است.